# رالف كومبتون
رالف كومبتون (بالإنجليزية: Ralph Compton)‏ (11 أبريل 1934 - 16 سبتمبر 1998)؛ كاتب وروائي أمريكي.